# Departamento de Choluteca
Choluteca es un departamento de Honduras. Su cabecera departamental es Choluteca. Se encuentra al meridional del país, cerca de los dos puestos aduaneros y migratorios de "Guasaule" y "La Fraternidad" en la frontera con la República de Nicaragua.

## Geografía
Limita con la República de Nicaragua y es atravesado por la Carretera Panamericana. El departamento de Choluteca cuenta con muchos terrenos que son utilizados para la agricultura, la pesca, azucareras, camaroneras, etc. La cabecera del departamento es la ciudad de Choluteca, que es cruzada por el río Choluteca que atraviesa el departamento, para llegar a la ciudad se pasa por el Puente de Choluteca.

### Límites
Limita al norte con los departamentos de Francisco Morazán y El Paraíso al oeste con el departamento de Valle y el golfo de Fonseca, y al este y al sur con la República de Nicaragua.

## Historia
En el período clásico mesoamericano, los Cholultecas se dedicaron al comercio en un vasto territorio que abarcaba el sur de México, Belice, Guatemala, partes de El Salvador y Nicaragua; en el ejercicio de esta industria llegaron a la Costa Sur de Honduras, y fundaron hoy es la ciudad de Choluteca cientos de años antes de la conquista.
Choluteca fue uno de los siete departamentos originales en que se dividió Honduras tras su independencia, en 1821. Sus fronteras, sin embargo, han cambiado a lo largo de la historia. En 1843 se añadió a su territorio el distrito de Goascorán, hasta entonces parte de Comayagua. En 1893 se desgajó su parte más occidental, con la creación del departamento de Valle.

## Demografía
Choluteca tiene una población actual de 475,284 habitantes. De la población total, el 49.4% son hombres y el 50.6% son mujeres. Casi el 38.9% de la población vive en la zona urbana.

## División administrativa
El departamento de Choluteca está dividido administrativamente en dieciséis municipios:
| Municipio             | Superficie | Población  | Población       |
| Municipio             | Superficie | Censo 2013 | Proyección 2020 |
| --------------------- | ---------- | ---------- | --------------- |
| Choluteca             | 1,072 km²  | 152,519    | 168,898         |
| Apacilagua            | 228.5 km²  | 9,065      | 9,114           |
| Concepción de María   | 167.7 km²  | 26,875     | 28,335          |
| Duyure                | 104.2 km²  | 3,519      | 3,573           |
| El Corpus             | 248.9 km²  | 24,646     | 26,352          |
| El Triunfo            | 306.9 km²  | 43,670     | 48,778          |
| Marcovia              | 487.5 km²  | 45,639     | 48,333          |
| Morolica              | 275.5 km²  | 5,000      | 5,026           |
| Namasigüe             | 216.8 km²  | 30,056     | 33,888          |
| Orocuina              | 125.2 km²  | 18,315     | 18,970          |
| Pespire               | 324.8 km²  | 23,913     | 24,159          |
| San Antonio de Flores | 54.65 km²  | 5,445      | 5,489           |
| San Isidro            | 71.81 km²  | 3,690      | 3,876           |
| San José              | 63.30 km²  | 4,300      | 4,910           |
| San Marcos de Colón   | 578.1 km²  | 26,494     | 30,449          |
| Santa Ana de Yusguare | 71.92 km²  | 14,474     | 15,133          |

## Diputados
El departamento de Choluteca tiene una representación de 9 diputados en el Congreso Nacional de Honduras.
| Diputado         | Partido                |
| ---------------- | ---------------------- |
| Juan Oliva       | Partido Nacional       |
| Carlos Ledezma   | Partido Nacional       |
| Edgardo Loucel   | Partido Nacional       |
| Francis Argeñal  | Partido Nacional       |
| Saquiry Guardado | Libertad y Refundación |
| Luis Martínez    | Libertad y Refundación |
| Luis Ortega      | Libertad y Refundación |
| Yury Sabas       | Partido Liberal        |
| Ernesto Lezama   | Partido Liberal        |

## Economía
Históricamente, el departamento es un destacado productor de oro, plata y cobre. La región también tenía una industria ganadera. Bien